# ヴワディスワフ・パフルスキ
ヴワディスワフ・パフルスキ（ポーランド語: Władysław Pachulski, 1855年または1857年 - 1919年）は、ポーランド出身のヴァイオリニスト、ピアニスト、作曲家。ピョートル・チャイコフスキーを13年にわたって経済的に支援していたナジェジダ・フォン・メックの秘書であり、後に彼女の義理の息子（女婿）となったことで知られる。また、決して顔を合わせることなく、一貫して手紙のやり取りのみの関係にあったチャイコフスキーとフォン・メックの間の仲介役を務めることもあった。1890年にチャイコフスキーとフォン・メックの関係が突然終わりを告げた際の一連の出来事で重要な役割を果たしただけでなく、2人を絶縁に至らせた張本人とも見られている。
成人してからは主にロシアで暮らし、名前はロシア風に「Владислав Альбертович Пахульский（Vladislav Al'bertovich Pakhul'sky、ウラジスラフ・アリベルトヴィッチ・パフリスキー）」と表記していた。また作曲家ヘンリク・パフルスキの兄である。

## 生涯

### 生い立ち
ヴワディスワフ・パフルスキは、現在のポーランド（当時はポーランド立憲王国）東部、ルブリン県ワジ村の貧しい家庭に1855年または1857年に生まれた 。モスクワ音楽院で学び、その指導教官の中にはピョートル・チャイコフスキーがいた。

### お抱え楽士から秘書に
1877年、チャイコフスキーは裕福な未亡人ナジェジダ・フォン・メックの経済的援助を受け、作曲活動に専念するために音学院を去った。チャイコフスキーとフォン・メック夫人の関係は非常に変わっていて、互いに決して顔を合わせず、手紙や代理人を介したやり取り以外はしないというものであった。チャイコスフキーの弟子で、後に恋人とも言われたイオシフ・コテックという青年がおり、彼はチャイコフスキーの推薦でフォン・メック夫人にお抱えの楽士として雇われた。彼女は楽士を次々と雇っていたが長く続く者はなく、コテックもまたすぐに解雇された。そのコテックの後釜に就いたのがパフルスキであった。
彼はフォン・メック夫人の寵愛を受け、最後までその地位を保ち続けた唯一の音楽家となった。コテックと違い、パフルスキはチャイコフスキーの推薦ではなく、フォン・メック夫人に対して自己推薦で職を手に入れたのである。なお、チャイコフスキーはパフルスキの音楽家としての才能をとても低く評価している。1878年1月4日、彼女はチャイコフスキーへの手紙の中で、チャイコフスキーの元教え子（名前は書かれていない）が何度も彼女に手紙をよこし、「チャイコフスキーが去ってから学院での生活が変わってしまったと言っている」としている。彼女が最初からパフルスキを気に入っていた理由は定かではない。彼の父アルベルト・パフルスキがフォン・メック家の地所の1つを管理していたが、それが関係しているのか、前後関係も不明である。恐らく、チャイコフスキーの音楽に対して彼女が感じているものと同じ愛情をヴワディスワフが見せたからであろう。理由はどうあれ、彼女は彼を雇うと、すぐにチャイコフスキーにヴワディスワフを指導してやって欲しいと頼んでいた。チャイコフスキーは彼女への恩義からこの依頼を義務と感じて引き受けた。また一方で、自らの芸術家としての誠実さを犠牲にする（偽りの評価をする）ことなく、パフルスキの能力を可能な限り高く評価できるようにすべきとの思いも持っていた 。しかし、チャイコフスキーはすぐにそれが厄介で退屈なものであると気付いた。パフルスキは自分には才能があると信じており、フォン・メック夫人も彼を過大評価をしていた。一方、チャイコフスキーは弟たちに宛てた手紙の中で、パフルスキの作曲した作品を酷評し、パフルスキと頻繁に仕事をさせられることへの不満を記しているが、フォン・メック夫人を気遣い、パフルスキ本人にはっきりと言うことができなかった。
1884年には、フォン・メック家におけるパフルスキの役割は大きくなり、秘書としてフォン・メック夫人からの信頼はますます厚くなった。
1885年3月、フォン・メック夫人はモスクワ音楽院での教員の職をパフルスキの弟・ヘンリクに周旋するようにチャイコフスキーに依頼。ヘンリクは1880年から同音楽院で学んでおり、ニコライ・ルビンシテインやアントン・アレンスキーらに師事していた。チャイコフスキーの努力は無駄に終わったが、ヘンリクは翌年に同学院教員の職を手に入れた。

### フォン・メック夫人の娘との結婚
ヴワディスワフ・パフルスキの精神的に不安定な状態について、1886年から1887年までの間にフォン・メック夫人からチャイコフスキーに宛てられた手紙の中で頻繁に取り上げられている。そのころにはチャイコフスキーとの音楽の勉強は中断していた。1887年7月、彼女は手紙の中で、パフルスキが絶えず逮捕されるのではないか、周りが自分に対して陰謀を企てているのではないかとしきりに怯えていると記している。
しかし、パフルスキの状況は一変した。1888年9月22日、フォン・メック夫人は彼が愛娘ユリヤ（1853年 – 1915年）と婚約したことを発表。彼とユリヤは7年もの間、愛を育んでいた。フォン・メック夫人はこれを「大いなる悲しみ」としているが、これはパフルスキに対して悪い感情を抱いているからではなく、「私にとって不可欠な存在で彼女なしに自分の存在はあり得ない」とまで表する娘を失うことへの思いの現れであった。パフルスキとユリヤ・カルロヴナ・フォン・メックは1889年4月16日にパリで結婚。地位を手に入れたパフルスキは、自分にとって「音楽の神様」であったチャイコフスキーの自分に対する軽視について強い復讐心を抱くようになった。

### チャイコフスキーとの絶縁
1889年にフォン・メック家が財政的に深刻な状態に陥ると、フォン・メック夫人は体調を崩し、手紙を書くことができなくなった。何ヶ月もの間、チャイコフスキーが彼女と連絡を取るにはパフルスキを介するしかなかった。
1890年、フォン・メック夫人はチャイコフスキーに援助の打ち切りと絶縁の意思を手紙で伝えた。チャイコフスキーは援助とは無関係に手紙のやり取りだけは続けたいと申し出たものの断られた。経済的な援助の打ち切り自体はフォン・メック家の財政的な問題が影響しているが、絶縁の理由については諸説ある。
チャイコフスキーが同性愛者であることを知ったフォン・メック夫人が宗教的倫理観から絶縁したとする説や、何者かにチャイコフスキーと縁を切らなければチャイコフスキーが同性愛者であることを公にすると脅されたとする説などがあるが、いずれも憶測の域を出ない。そのような中、チャイコフスキーの忠実な召し使いであったアリョーシャ・ソフロノフをはじめ、多くの人々がパフルスキの関与を指摘している。特に、フォン・メック夫人の息子ニコライと結婚していたチャイコフスキーの姪アンナは、フォン・メック夫人がかつてチャイコフスキーと、金銭的支援が終わっても手紙のやり取りだけは続けようと約束していたのに、支援の打ち切り後にチャイコフスキーから手紙が来ないことに不満を漏らしていたと証言していることから、病で手紙を書けなくなったフォン・メック夫人に代わり、チャイコフスキーと手紙のやり取りをしていたパフルスキがチャイコフスキーからフォン・メック夫人宛ての手紙を隠匿するなどして2人の間を意図的に裂いたのではないかと見られている。

### 晩年
妻ユリヤとは1915年に死別した。パフルスキは1919年にモスクワで亡くなった。
パフルスキのチャイコフスキー宛ての大量の手紙は何も残っていないが、チャイコフスキーのパフルスキ宛ての手紙は9通が現存している。

## 作品
以下の作品はヴィースバーデンのハインリヒ・ヴォルフ社 (Heinrich Wolff) からラディスラウス・パフルスキ (Ladislaus Pachulski) の名で出版されている。
- ピアノのためのアルブムブラット (1891年出版[13])
- 4つの歌曲 (1891年出版[13])
  1. „Ich liebe dich, weil ich dich lieben muss“
  2. Mein Stern: „In’s Dunkel meines Lebens“
  3. Lied Jung Werners: „Das ist im Leben hässlich eingerichtet“
  4. Am Abend: „Die Lampe flackert trübe“
- 『波の歌』オーケストラの絵画 (Wellengesang, Orchesterbild, 1892年出版[13])
- 歌曲 „Du weisst nun, mein Lieb’, dein Freund leidet schwer“ (1892年出版[13])
- 3つの歌曲 (1892年出版[13])
  1. Frühlingszeit: „Wenn der Frühling auf die Berge steigt“ (フリードリヒ・フォン・ボーデンシュテット訳のミルザ・シャフィの詩による)
  2. Im Walde: „Was kann sich dir, du stolze Pracht“
  3. Morgenständchen: „Steh’ auf und öffne das Fenster schnell“ (アルベルト・トレーガーの詩による)